# 老子
老子（ろうし）は、中国春秋時代における哲学者である。諸子百家のうちの道家は彼の思想を基礎とするものであり、また、後に生まれた道教は彼を始祖に置く。「老子」の呼び名は「偉大な人物」を意味する尊称と考えられている。書物『老子』（またの名を『老子道徳経』）を書いたとされるがその履歴については不明な部分が多く、実在が疑問視されたり、生きた時代について激しい議論が行われたりする。道教のほとんどの宗派にて老子は神格として崇拝され、三清の一人である太上老君の神名を持つ。
史記の記述によると、老子は紀元前6世紀の人物とされる。歴史家の評は様々で、彼は神話上の人物とする意見、複数の歴史上の人物を統合させたという説、在命時期を紀元前4世紀とし戦国時代の諸子百家と時期を同じくするという考えなど多様にある。
老子は中国文化の中心を為す人物のひとりで、貴族から平民まで彼の血筋を主張する者は多く李氏の多くが彼の末裔を称する。歴史上、彼は多くの反権威主義的な業績を残したと受け止められている。

## 老子の履歴

### 史記の記述
老子の履歴について論じられた最も古い言及は、歴史家・司馬遷（紀元前145年 - 紀元前86年）が紀元前100年頃に著した『史記』「老子韓非列伝」中にある、三つの話をまとめた箇所に見出される。

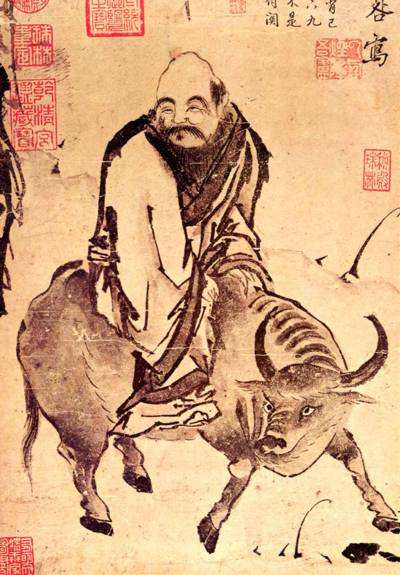
伝説では、老子は周を去る際、水牛に乗っていたという

これによると老子は、姓は「李」、名は「耳」、字は「聃」（または「伯陽」）。楚の苦県（現在の河南省周口市鹿邑県）、厲郷の曲仁里という場所の出身で、周の守藏室之史（書庫の記録官）を勤めていた。孔子（紀元前551年 - 紀元前479年）が礼の教えを受けるために赴いた点から、彼と同時代の人間だったことになる。老子は道徳を修め、その思想から名が知られることを避けていた。しかし、長く周の国で過ごす中でその衰えを悟ると、この地を去ると決めた。老子が国境の関所（函谷関とも散関とも呼ばれる）に着くと、関所の役人である尹喜が「先生はまさに隠棲なさろうとお見受けしましたが、何卒私に（教えを）書いて戴けませんか」と請い、老子は応じた。これが後世に伝わる『老子道徳経』（上下2篇、約5000語）とされる。この書を残し、老子はいずことも知れない処へ去ったといい、その後の事は誰も知らない。『列仙伝』においては大秦国すなわちローマへ向かったと伝わる。
「老子」という名は尊称と考えられ、「老」は立派もしくは古いことを意味し、「子」は達人に通じる。しかし老子の姓が「李」ならば、なぜ孔子や孟子のように「李子」と呼ばれないのかという点に疑問が残り、「老子」という呼称は他の諸子百家と比べ異質とも言える。元来、「老子」という単語は、高齢者が自ら用いる一人称、または対等かそれ以下の年輩者に対して用いる二人称であり、尊称、つまり固有名詞としての位置付けではなかったとされている。また、老子が著したと伝わる『老子道徳経』も、『老子』と呼ぶことがある。
出身地についても疑問が提示されており、『荘子』天運篇で孔子は沛の地（現在の江蘇省徐州市沛県）に老子を訪ねている。また「苦い」県、「厲（癩＝らい病）」の里と、意味的に不祥の字を当てて老子の反俗性を強調したとも言われる。曲仁についても、一説には「仁（儒教の思想）を曲げる（反対する）」という意味を含ませ「曲仁」という場所の出身と唐代の道家が書き換えたもので、元々は楚の半属国であった陳の相というところが出身と書かれていたとも言う。
『史記』には続けて、
とあり、「老莱子」という楚の人物がやはり孔子とは同じ時代に生き、道家についての15章からなる書を著したと伝える。この説は「或曰」=「あるいは曰く」（一説によると）または「ある人曰く」（ある人物によると）で始められている通り、前説とは別な話として書かれている。
さらに『史記』は、三つ目の説を採録する。
ここでは、老子は周の「太史儋（太史聸）」という名の偉大な歴史家であり占星家とされ、秦の献公在位時（紀元前384年 - 紀元前362年）に生きていたとしている。彼は孔子の死後129年後に献公と面会し、かつて同じ国となった秦と周が500年後に分かれ、それから70年後に秦から覇者が出現すると預言したと司馬遷は述べ、それは不老長寿の秘術を会得した160歳とも200歳とも思われる老子本人かも知れず、その根拠のひとつに「儋（聸）」と老子の字「聃」が同音であることを挙げているが、間違いかも知れないともあやふやに言う。
これら『史記』の記述はにわかに信じられるものではなく、学問的にも事実ではないと否定されている。合理主義者であった歴史家・司馬遷自身も断定して述べていないためこれらを確たる説として採録したとは考えられず、記述も批判的である。逆に言えば、司馬遷が生きた紀元前100年頃の時代には、既に老子の経歴は謎に包まれはっきりとしなくなっていた事を示す。
『史記』は老子の子孫についても言及する。
老子の子は「宗」と言い、魏の将校となり、段干の地に封じられた。宗の子は「注」、注の子は「宮」、宮の玄孫（老子の七世の孫）「假」は漢の孝文帝に仕えた。假の子「解」は膠西王卬の太傅となって斉国に住んだという。
この膠西王卬（劉卬）とは、呉楚七国の乱（紀元前154年）で呉王・劉濞に連座し恵帝3年（紀元前154年）に殺害された。武内義雄（『老子の研究』）や小川環樹（『老子』）は、これを根拠に1代を30年と逆算し、老子を紀元前400年前後の人物と定めた。しかし、津田左右吉（『道家の思想と其の展開』）や楠山は、この系譜が事実ならば「解」は司馬遷のほぼ一世代前の人物となるため『史記』にはもっと具体的な叙述がされたのではと疑問視している。

### 諸子百家の著述
荘子（紀元前369年 - 紀元前286年と推定される）が著したという『荘子』の中には老聃という人物が登場し（例えば「内篇、徳充符篇」や外雑篇）、『老子道徳経』にある思想や文章を述べる。荀子（紀元前313年? - 紀元前238年?）も『荀子』天論篇にて老子の思想に触れ、「老子有見於詘，無見於信」（老子の思想は屈曲したところは見るべき点もあるが、まっすぐなところが見られない。）と批判的に述べている。さらに秦の呂不韋（? - 紀元前235年）が編纂した『呂氏春秋』不二篇で「老耽貴柔」（老耽は柔を貴ぶ）老耽という思想家に触れている。貴公篇では孔子に勝る無為の思想を持つ思想家として老耽を挙げ、その思想は王者の思想(至公)としている。
このような記述から窺える点は、老子もしくは老子に仮託される思想は少なくとも戦国時代末期には存在し、諸子百家内に知られていた可能性が大きい。しかし、例えば現代に伝わる『荘子』は荘子本人の言に近いといわれる内篇7と彼を後継した荘周学派による後に加えられたと考えられる外篇15、雑篇11の形式で纏められているが、これは晋代の郭象（252年? - 312年）が定めた形式であり、内篇で老子に触れられていてもそれが確実に荘子の言とは断定できない。このように、諸子百家の記述に出現するからといって老子が生きた時代を定めることは出来ず、学会でも結論は得られていない。

### 定まらない評価
このように、確かな伝記が伝わらず、真偽定かでない伝承が多く作られた老子の生涯は、現在でも定まったものは無く、多くの論説が試されて来た。老子の存在に疑問を呈した初期の思想家は、北魏の宰相・崔浩（381年 - 450年）だった。唐の韓愈（768年 - 824年）は、孔子が老子から教えを受けたという説を否定した。その後の宋代には陳師道、葉適、黄震らが老子の伝記を検証し、清代の汪中（『老子道徳経異序』『述学、補遺、老子考異』）と崔述（『崔東壁遺書・洙泗考信録』）は『史記』第三の説にある「太史捶」が老子を正しく伝え、孔子の後の人物だと主張した。さらには、老子という人物自体が非実在の存在であり、おそらく道家学派の形成後に、その祖として虚構された架空の人物とする、いわゆる『老子架空説』も存在する。
20世紀中ごろに至っても研究者による見解はまちまちのまま、その論調はいくつかのグループに分かれていた。大きくは、古代中国の文献類に信頼を置き老子像を捉える「信古」と、逆に批判的な「疑古」とに分類できる。老子の時代についてはさらに分かれ、胡適（『中国哲学史』、1926年）、唐蘭（『老聃的生命和時代考』）、郭沫若（『老聃・関尹・環淵』）、黄方剛（『老子年代之考察』）、馬叙倫（『辨「老子」非戦国後期之作品』他）、高亨（『重訂老子正詁』、1957年）、詹剣峰（『老子其人書及其道論』、1982年）、陳鼓応（『老子注釈与評介』、1984年）らは孔子とほぼ同時代の春秋末期とする「早期説」と唱え、梁啓超（1873年 - 1929年、「評論胡適之中国哲学史大綱」『飲冰室合集』）、銭穆（『関干老子成書年代之一種考察』）、羅根澤（『老子及老子書的問題』）、譚戒甫（『二老研究』）などは戦国末期と考える「晩期説」を主張した。老子の存在を否定する派では、孫次舟（『再評「古史辨」』）は老子を荘子学派が創作した架空の人物と主張し、1957年に刊行された杜国庠の『先秦諸子思想概要』では、中国思想の論理学派（孔子・荘子・墨子・荀子・韓非子など）を説明する中で老子に触れた項が無いだけでなく、一切老子に触れず道家の祖を荘子としている。いずれにせよ、現存資料との結び付きで考えれば、戦国時代中期(紀元前4世紀)よりさかのぼることはないとしながらも、定義付けや定説としての特定はできないとされている。

## 伝承

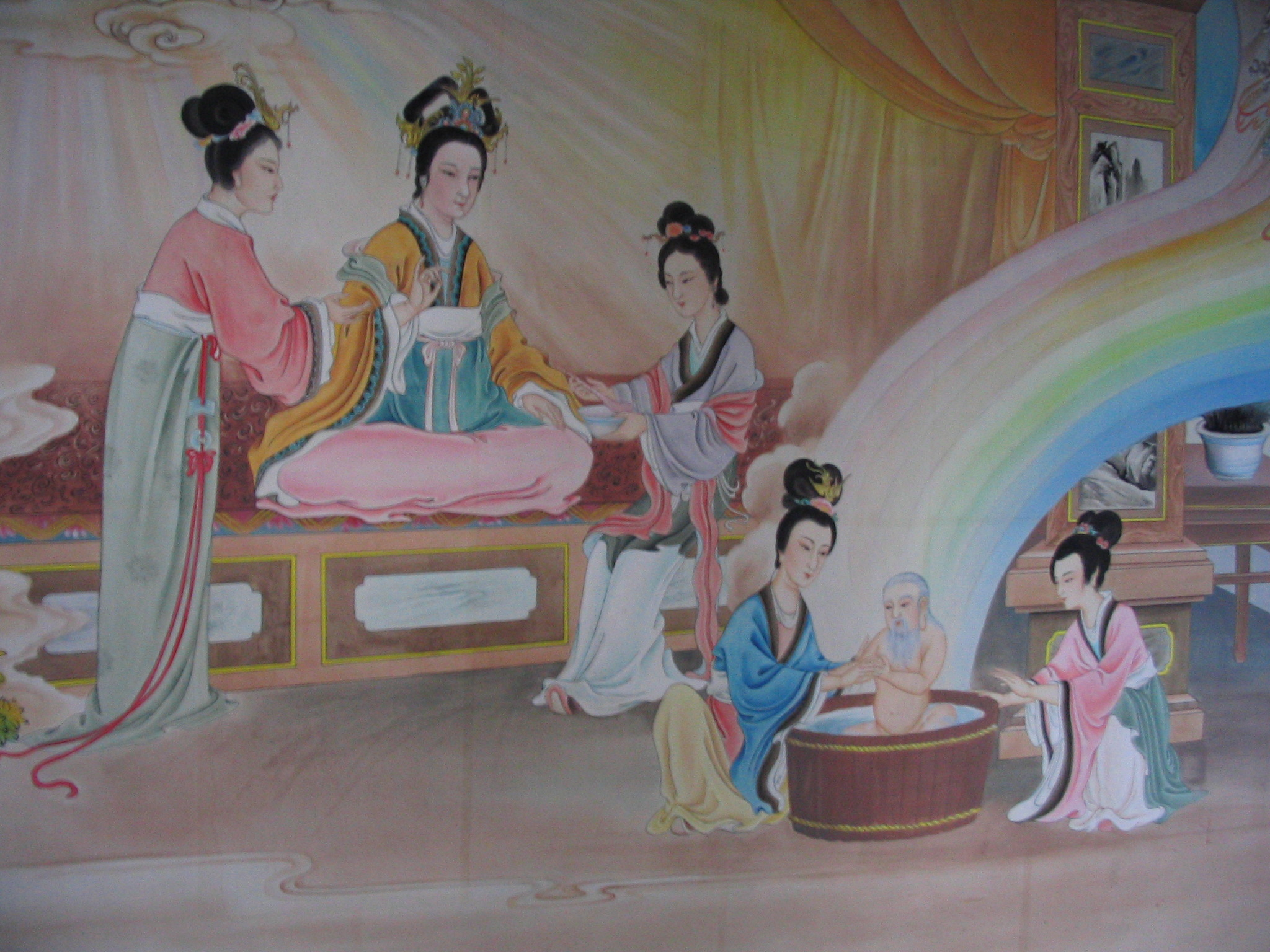
老子誕生の図。

### 生涯にまつわる伝説
一般に知られた伝来の伝記では、老子は周王朝の王宮法廷で記録保管役として働いていたという。ここで彼は黄帝などいにしえの著作に触れる機会を多く得たと伝わる。伝記では、老子は正式な学派を開祖したわけではないが、彼は多くの学生や高貴な門弟へも教えを説いたとされている。また、儀礼に関する多くの助言を孔子に与えたという叙述も様々な形で残されている。
『神仙伝』など民間の伝承では、周の定王3年（紀元前603年）に母親（「玄妙玉女」または「真妙玉女」）が流星を見たとき（または、昼寝をしていた際に太陽の精が珠となって口に入ったとき）に老子を懐妊したが62年間（80年間? 、81年間? 、72年間または3700年間などの説も）も胎内におり、彼女が梅の木にもたれかかった時に左の脇から出産したという。それゆえ、老子は知恵の象徴である白髪混じりの顎鬚と長い耳たぶを持つ大人の姿で産まれたという。他の伝承では、老子は伏羲の時代から13度生まれ変わりを繰り返し、その最後の生でも990年間の生涯を過ごして、最後には道徳を解明するためにインドへ向かったと言われる。伝説の中にはさらに老子が仏陀に教えを説いたとも、または老子は後に仏陀自身となったという話（化胡説）もある。
中国の歴史上、老子の子孫を称する者は数多く現れた。唐朝帝室の李氏は祖先を老子に求め、「聖祖大道玄元皇帝」とおくり名され、ますます尊崇を受けた。これら系譜の正否は判断がつけられないが、老子が中国文化へ大きな影響を与えている証左にはなりうる。

### 字・伯陽
現代に伝わる『史記』には記載されていないが、老子には「伯陽」という字があったとされる。伯陽とは元々西周第12代・幽王の時代に周が滅亡することを預言した人物の事である。これは『史記』に言う太史儋の覇王出現の預言が影響し、後漢の時代に「聃」を諡に変えて「伯陽」を字とする改竄が加えられたためとされている。
老子など多くの歴史的人物を仙人視する風潮は前漢時代に起こり、これを批判し王充は『論衡』という書の「道虚篇」で老子不老不死説を取り上げ否定した。伯陽と老子を同一視する説は、このような時代の流行を反映したもので、逆にそれが『史記』の改竄にまで及んだことを示す。

### 尹喜
伝統的記述では、老子は都市生活におけるモラルの低下にうんざりするようになり、王国の衰退を記したという。この言い伝えでは、彼は160歳の時に国境定まらぬ西方へ移住し、世捨て人として生きたとある。城西の門の衛兵・尹喜は、東の空に紫雲がたなびくのに気づき、4人の供を連れた老子を出迎え、知恵を書き残して欲しいと願った。この時書かれた書が『老子道徳経』だというところは『史記』と同じだが、一説には衛兵は職を辞して老子に供し、二度とその姿を見せなかったともある。
この尹喜は、『荘子』「天下篇」などで登場する「関尹（關尹）」ではないかとする説がある。「天下篇」で荘子は関尹を老子（老聃）と同じ道家の一派と分類している。「関」は文字通り関所であり、「尹」は役所の長官という意味を持つ。そのため、元々は役職名から転じた通称「関尹」なる人物が、尊敬する老子と出会い喜んだ様が『史記』に見られる「關令尹喜」という表現となり、人物名「尹喜」へ転じたという説がある。
郭沫若は、この関尹とは斉の稷下の学者の一人である「環淵」が訛ったものという説を述べた。これに基づけば、環淵の黄老思想が老子の思想体系化に影響を与えたと考えられる。

## 『老子道徳経』から推測される老子

### 議論
老子が著したと伝わる『老子道徳経』は、『老子』『道徳経』『道経』『徳道経』『五千言』など、様々な名称でも呼ばれる。この書籍の真偽、元々の形についても老子の実在や時代の判断に直結する事もあり、数多くの主張や議論が行われてきた。この『老子道徳経』成立期が判明すれば、それは老子が生きた時代の下限と考えられる。
『老子道徳経』（『老子』）がその書籍名を明示して引用された最初の例は、前漢の武帝代に淮南王劉安（紀元前179年 - 紀元前122年）が編纂した『淮南子』である。ここに注目し、『老子道徳経』は先人の金言が徐々に集積され、武帝の時代に形式が整えられて書名が与えられたという説がある。
「晩期説」を唱えた梁啓超は、1922年に新聞紙上に短い論説を発表し、『老子道徳経』は戦国末期に出来たものと唱え、4年後に武内義雄が『老子原始』にて独自にほぼ同じ説を述べた。梁啓超は自説を纏め、6項目の根拠を示した。
- 老子の8代目子孫と孔子の13代目子孫が同じ時代に生きていたと言われ、5代分の開きがある。
- 墨子や孟子の著作には、老子について触れた部分が全く無い。
- 礼を守ったと伝わる老子と、その著作『老子道徳経』の内容には、大きな隔たりがある。
- （老子について述べた箇所がある）『荘子』にある多くの説話のほとんどは寓話であり、事実とはみなされない。
- 老子の言動（『老子道徳経』の内容）は、春秋時代の雰囲気からすると異質すぎる。
- 『老子道徳経』には、戦国時代に使われた用語（例えば「王侯」「万乗之君」「仁義」など）が含まれる。

馮友蘭は文体論から『老子道徳経』を考察し、経典の形式である点は戦国時代の特徴で、春秋時代の対話形式ではない点から戦国期成立を主張。他にも、老子の「不尚賢」という概念は墨子の「尚賢」を否定したもので、それ故に老子は墨子以降の人という説も唱えられた。
一方で、春秋時代の成立とみなす学者も多く、例えば呂思勉（『先秦学術概論』）は『老子道徳経』内で用いられる語義が非常に古い点、その思想は女権優位が軸を成す点、また「男・女」ではなく「牡・牝」という後代とは異なる漢字が使われる点を根拠に挙げている。戦国期成立説への反証も行われ、時代考察の一派を占める。
また、もっと後世の作という説もあり、『呂氏春秋』と共通する箇所は引用ではないと主張した。顧頡剛らは呂不韋と同じ秦代、劉節は前漢の景帝時代という見解を述べた。
このような議論を通じ、少なくとも老子なる人物が生きたであろう時代と『老子道徳経』が作られた時代には開きがあり、同書は『孔子』（『論語』）や『墨子』同様にその系譜に当たる弟子が後年に纏めたものという考えが主流となり、「疑古」派もしくはこれに民俗学や文献学などを取り入れる「釈古」派の考えが定説として固まりつつあった。

### 馬王堆・郭店の発掘書
このような『老子道徳経』の成立に関わる考古学的発見が、20世紀後半に2件もたらされた。1973年、湖南省長沙市で漢代の紀元前168年に造営された馬王堆3号墓から帛書の写本（馬王堆帛書）が出土したが、これには二種の『老子道徳経』が含まれていた。さらに1993年、今度は湖北省荊門市郭店で、戦国時代の楚国の墓（郭店一号楚墓）から730枚の竹簡（郭店楚簡）が発見された。この中には三種類の『老子道徳経』が含まれていた。いずれも書名は記されておらず、また現在に伝わる『老子道徳経』とはそれぞれに差異こそあるが、この発見は老子研究に貢献する新たな物証となった。
1973年に発見された馬王堆帛書老子道徳経二種は、現在に伝わる『老子道徳経』とほぼ同じ内容ながら、二種共上・下篇の順序が逆転し、下篇が前上篇が後になっている。「甲本」「乙本」という名は、便宜上つけられたものである。甲本の字体は秦の小篆の流れを汲む隷書体であり、乙本は同じ隷書でも漢代の字体を持っていた。さらに、乙本では「邦」の字がすべて「国」に置き換えられていたのに対し、甲本は「邦」を使用している。これは、乙本には前漢の劉邦死（紀元前195年）後にこの字を避諱したことが反映され、甲本はそれ以前に写本制作されたことを示す。これによって、現本『老子道徳経』は少なくとも前漢・高祖時代には現在の形で完成していたと証明される。
さらに郭店一号楚墓は、副葬品の特徴を分析した結果などから戦国時代中期の紀元前300年頃のものと推定された。その中には君主が老齢の臣下に賜る鳩杖があったことから、正式発表は無いが被葬者は70歳以上で死亡したと考えられる。この墓から発見された竹簡は16種類あり、さらに『老子道徳経』に相当するものは「甲本」「乙本」「丙本」の3種類に分けられた。この甲・乙・丙本に共通する文章はわずかに甲と丙の一部にのみあるが、細かな文言などに差異があった。そして三本を合わせても31章にしかならず、現在の『老子道徳経』81章の 1⁄3 にしか相当しない。
浅野裕一は郭店楚簡甲・乙・丙本について、『老子道徳経』に相当する原本が存在し、被葬者もしくは写本製作者が何らかの意図を持ってその都度部分的に写し取った三つの竹簡と推測した。その根拠は三本に共通部分がほとんど無い点を挙げ、これらが『老子道徳経』が形成される途上の3過程とは解釈できないとした。その一方で思想内容には整合性があることから、別々の作者とも考えにくいと述べた。さらに、甲・丙本の共通部分（現行本第64章後半に相当）にある差異は、原本『老子道徳経』には写本を繰り返す中で既に複数の系統に分かれたものが存在していたと推定した。
当時、書籍は簡単に作成・流通できるものではなく、郭店一号楚墓の被葬者も長命な人生の中で機会を得て郭店楚簡を得たと考えられ、もしそれが若い時分ならばそれだけで原本は紀元前300年から数十年単位で遡り存在したことになる。さらに甲・丙本の差に見られる複数の写本系統を考慮すれば、その時代はさらに古くなり、『老子道徳経』原本は戦国前期の紀元前403年 - 紀元前343年には成立していた可能性が高まり、数々の論議はかなり絞られてくる。郭店一号楚墓被葬者の年齢など科学的分析結果は全容が公表されていないが、それ如何によっては『老子道徳経』成立時期がさらに明らかになる可能性がある。

## 思想から見る老子

### 政治思想の源流
政治において老子は「小国寡民」を理想とし（『老子道徳経』80章）、君主に求める政策は「無為の治」（同66章）を唱えた。このような考えは大国を志向した儒家や墨家とは大きく異なり、春秋戦国時代の争乱社会からすればどこか現実逃避の隠士思考とも読める。
しかし、このような思想は孔子の『論語』でも触れた箇所があり、「微子篇」には孔子一行が南方を旅した際に出会った百姓の長沮と桀溺という人物が子路を捕まえて「世間を避ける我々のようにならないか」と言う。同篇には楚の国で、隠者・接輿と名も知られぬ老人が孔子を会う話がある。このように、楚に代表される古代中国の南方は、特に春秋の末期には中原諸国との激しい戦争が繰り広げられ、それを嫌い隠遁する知識層が存在した。老子の思想は、このような逃避的・反社会情勢的な思想に源流を求めることができる。
柄谷行人によると、人間社会は、四つの交換様式の組み合わせから成り立ち、一つ目の交換様式Aは「互酬（贈与とお返し）」。人類史で見れば、原始社会や氏族社会は交換様式Aの原理から成り立つ。二つ目は、被支配者は支配者に対して税や年貢を支払い、その見返りとして、生命財産の保護を受け、公共事業や福祉などを通じて再分配を受ける交換様式B「略取と再分配」。三つ目の交換様式Cは、資本主義社会で最も支配的な交換様式である「商品交換」。四つ目の交換様式Dは、「交換様式A・交換様式B・交換様式Cのいずれをも無化し、乗り越える」交換様式である。「交換様式A・交換様式B・交換様式Cのいずれをも無化し、乗り越える」交換様式Dの実現を目指す社会運動が出現する条件は、非常に発展した交換様式A・交換様式B・交換様式Cが社会に浸透していることであり、交換様式A・交換様式B・交換様式Cが社会を包摂しているからこそ、それらを無化し、乗り越えようとする交換様式Dが出現する。交換様式Dは、まず崩壊していく交換様式Aを高次に回復する社会運動として現れる。具体的には、共同体的拘束から解き放たれた自由な個人のアソシエーションとして相互扶助的な共同体を創り出すことを目指す。したがって、交換様式Dは共同体的拘束や国家が強いる服従に抵抗する（交換様式Aと交換様式Bを批判し、否定する）。また、階級分化と貧富の格差を必然的にもたらす交換様式Cを批判し、否定する。これこそが交換様式Dは、「交換様式A・交換様式B・交換様式Cのいずれをも無化し、乗り越える」交換様式である、ということの意味であり、中国における老子もまた交換様式Dを開示したとみられる。

### 老子の社会階級
老子が描く理想的な「小国寡民」国家は、とても牧歌的な社会である。
老子が言う小国寡民の国。そこでは兵器などあっても使われることは無く、死を賭して遠方へ向かわせる事も無い。船や車も用いられず、甲冑を着て戦う事もないと、戦乱の無い世界を描く。民衆の生活についても、文字を用いず縄の結び目を通信に使う程度で充分足り、今のままでもその食物を美味と思い、服装も立派だと考え、住まいに満足し、それらを自給自足で賄い、その素朴な習俗を楽しむという。隣の国との関係は、互いに望み合えてせいぜい鶏や犬の鳴き声がかすかに聞こえる程度の距離ながら、一生の中で往来する機会なども無いという。このような鮮明な農村の理想風景を描写しながら、老子は政治について説いてもおり、大国統治は小魚を調理するように上からの干渉を極力抑えて、民のあるがままにすべきと君主へその秘訣を述べ（60章）、要職者などに名声が高まったら返って謙虚にすべきと諭し（9章）、民に対する為政者へりくだりこそが天下に歓迎され、長期にわたり安泰を維持出来るとある（66章）。権力政治に対して、民が君主の圧政と重罰に慣れると、上の権力をものともしない状態になり（72章）、民が圧政に苦しみ、死を恐れなくなれば死罪による脅しも効かなくなり民の反乱、国家の崩壊を招くと警告している（74章）。また、法令をどんなに整備しても必ず法網をくぐる者が現れ、さらに犯罪者が増えるという趣旨から法律・政令の簡素化を説いている（57章）。
中国の共産主義革命以後、老子のイデオロギーがどんな社会階級から発せられたものか議論となり、范文瀾は春秋末期から戦国初期の没落領主層の思想に基づくと主張した。マルクス主義の呂振羽は、都市商人に対する農村の新興地主らの闘争理論だと述べた。侯外廬は戦国時代に疲弊する農業共同体の農民思想の代弁だと主張した。貝塚は、政治腐敗に嫌気が差し農村に逃れた知識層か、戦乱で逸民した学者階級などと推測する。しかし、この問題は解決を見ていない。

## 道教における老子

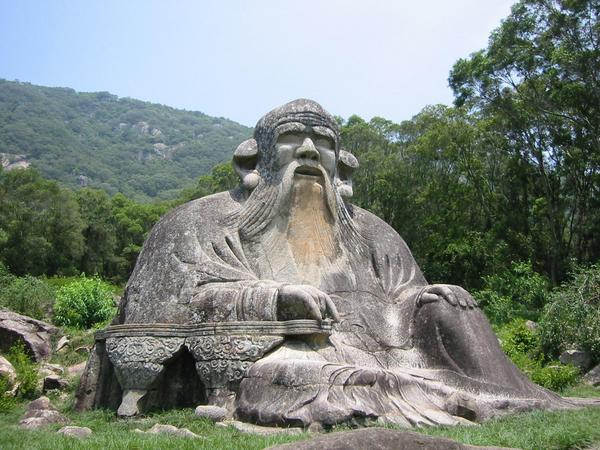
老子像

伝統的に老子は道教を創立させた人物と評され、『老子道徳経』は道教の根本または源泉と関連づけられる。一般的な宗教である道教では最高の神格(en)を玉皇大帝としているが、五斗米道など道教の知的集団では、老子は神名・太上老君にて神位の中でも最上位を占める三清の一柱とみなしている。
漢王朝以降、老子の伝記は強い宗教的意味合いを持ち、道教が一般に根付くとともに老子は神の一員に加わった。神聖なる老子が「道」を明らかにしたという信仰が、五斗米道という道教初となる教団の組織に繋がった。さらに後年の道教信奉者たちは老子こそ「道」が実態化した存在と考えるようになった。道教には、『老子道徳経』を執筆した後も老子は行方をくらまさず「老君」になったと考える一派もいるが、多くは「道」の深淵を明らかにするためにインドへ向かったと考える者が多い。

### 理想の師弟
西門の守衛・尹喜と老子の関係についても、多様な伝説が残されている。『老子道徳経』の成立は、西へ去ろうとする老子を引き止めた尹喜が、迷い苦しむ人々を救う真実をもたらす神性なる老子の叡智を書き残して欲しいという懇願に応えたものが発端と言われる。民俗学的には、この老子と尹喜の出逢いは道教における理想的な師と弟子の関係を表したものと受け止められた。

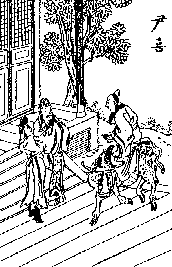
老子と尹喜の出逢い

7世紀の書『三洞珠嚢』は、老子と尹喜の関係についての記述がある。老子は、西の門を通ろうとした際に農民のふりをしていた。ところが門番の尹喜が見破り尊い師へ言葉を請いた。老子はただちに答えようとはせず、尹喜へ説明を求めた。彼は、己がいかに深く「道」を探求しているか、そして占星を長く学んで来たかを述べ、改めて老子の教えを願った。これを老子は認め、尹喜の弟子入りを許可したという。これは、門下に入る前に希望する者は試験を受けなければならないという道教における師弟の規範を反映している。信者には決意と能力を立証することが求められ、求めを明瞭に説明し、「道」を理解するために進む意思を示さなければならない。
『三洞珠嚢』によると師弟のやりとりは続く。老子が尹喜に『老子道徳経』を渡して弟子入りを許可した際、道教の一員が受けるべき数々の論理的手法、学説、聖典など他の教材や訓示も与えた。ただしこれらは道家としての初歩段階に過ぎず、尹喜は師に認められるために生活の全てを投じた三年間を過ごし、「道」の理解を完成させた。約束の時となり、尹喜は再び決意と責務を全うしたことを示すために黒い羊（青い羊?）を連れ、市場で師弟はまみえた。すると老子は、尹喜の名が不滅のものとして天上界に記されたことを告げ、不朽なる者の意匠を尹喜に与えるために天の行列を降臨させた。物語は続き、老子は尹喜に数多くの称号を与え、9つの天上界を含む宇宙を巡る漫遊へ連れて行ったという。この幻想的な旅を終えて戻った二人の賢人は、野蛮人どもが跋扈する西域へ出発した。この「修練」「再見」「漫遊」は、中世の道教における最高位への到達過程「三洞窟の教訓」に比される。この伝説では、老子は道教の最上位の師であり、尹喜は理想的な弟子である。老子は「道」を具現化した存在として描かれ、人類を救う教えを授けている。教えを受ける尹喜は試練と評価を経て、師事そして到達という正しい段階を踏んでいる。

### 老子八十一化説
太上老君は、歴史の中で多くの「化身」または様々な受肉を経て多様な外観を備え、道の本質を説いたという。
これは、元の時代に再解釈され、仏教に対する道教の優位性を論拠付けるために『老子八十一化図』が作成された。老子の生涯を図で示し、その偉大さを示そうとした全眞教の道士・李志常が指示し令狐璋と史志経が作成した同書は、憲宗の近臣を通じて広く流布させようと画策された。
しかし、本書は一部を除き仏陀の伝承を剽窃したもので、これを祥邁は「採釋瑞而爲老瑞、（中略）改迦祥而作老祥」（仏陀の吉祥を書き換えて、老子の吉祥に仕立て直している）と批判した。事実これは、全真道の丘長春（長春真人）がチンギス・カンと面会して以来発展を続ける道教の宣伝活動に加えて「化胡説」を強調して仏教の相対的地位低下も狙っていた。仏教界の反発は強く、1255年8月には皇帝を前に仏教界と道教界の直接論争が行われた。その後同様の論争が開かれ、『老子八十一化図』が偽作と認定されるなど最終的に道教側が破れ、古典以外の道教の書や経は焚書された。